# 리디 (서비스)
리디(영어: Ridi)는 2009년 11월 16일 리디주식회사가 선보인 대한민국의 콘텐츠 플랫폼으로, 전자책 서점으로 시작해 현재는 웹툰, 웹소설, 도서 등도 함께 서비스하고 있다. 2022년 3월 기존 서비스명인 리디북스에서 ‘북스’를 떼고 ‘리디’로 변경했다. 웹툰, 웹소설 등 다양한 콘텐츠를 서비스한다는 의미를 담았다고 한다.
2018년 무렵 웹소설 연재 서비스를 시작했고, 최근에는 웹툰 서비스도 활발하게 진행하고 있다. 웹소설이나 도서를 원작으로 활용해 웹툰을 만들고, 공모전을 열어 수상작을 연재하는 방식으로 작품을 늘리고 있다. 김수지 작가의 '상수리나무 아래', 비첸치 작가의 '마귀' 등은 웹소설과 웹툰 모두 리디 베스트셀러를 휩쓸며 대표작이 됐다.
OSMU(One Source Multi Use)도 추진하는 모양새다. 저수리 작가의 웹소설 ‘시맨틱 에러’는 동명의 웹툰과 라프텔 스페셜 애니로 제작됐고, 2022년 1분기에는 왓챠 오리지널 드라마로도 제작돼 화제를 일으켰다. 같은해 박하민 작가의 웹소설 ‘어쩌다가 전원일기’가 드라마로 공개됐으며, 모스카레토 작가의 인기 웹소설 '신입사원'도 드라마로 제작되며 인기를 끌었다.
최근 트렌드인 웹툰 OST도 만든다. '티파니에서 모닝 키스를' OST로 소유의 'breath'와 진영의 '넌 사랑을 모른다 했지', '한양 다이어리' OST 문별X가호의 '반의 반'이 공개됐다.
차은우와 에일리는 리디의 대표작 '상수리나무 아래' OST에 참여했다. 차은우는 남자주인공 리프탄 테마곡, 에일리는 여자주인공 맥시밀리언의 테마곡을 불렀다. 에일리 버전은 작품의 글로벌 팬덤을 고려해 영어 버전으로 공개됐으며, 같은 곡의 한국어 버전은 브아걸 제아가 불렀다. OST 라인업은 지속 업데이트 중이다. 2022년 6월에는 양요섭X은하의 듀엣곡으로 신규 OST 발매 소식을 알렸다.

## 기능

### 웹툰과 웹소설
전자책에 특화된 고객 경험을 웹툰, 웹소설 등 디지털 콘텐츠로 확장하기 위해 모바일 앱을 꾸준히 개편 중이다.
2022년 3월에 서비스명을 ‘리디’로 변경하면서 페이지와 앱도 개편했다. 카테고리를 ‘웹툰’ ‘웹소설’ ‘도서’ ‘셀렉트’로 나눠 원하는 콘텐츠 탐색과 집중이 쉽도록 변화를 줬다.

### 전자책 뷰어
대한민국 최초의 스마트폰 기반의 전자책 서비스로 사용자는 온라인 서점에서 구매한 도서를 무료로 제공되는 애플리케이션 및 전자책 전용 뷰어를 통해 읽을 수 있다. 안드로이드, iOS, 윈도우 기반의 PC, Mac OS에서 뷰어를 이용할 수 있으며 모바일 기기 사용자는 구글 플레이스토어와 애플 앱스토어 에서, PC 및 Mac OS 사용자는 리디북스 서점에서 프로그램을 내려받아서 사용할 수 있다.
베스트셀러와 같은 일반도서 분야와 로맨스, 판타지, 무협과 같은 장르소설 그리고 만화를 서비스 하고 있다. 개인의 서점 이용 기록을 바탕으로 취향을 분석해 제안하는 ‘나를 위한 추천 책’, 주제별로 도서를 추천하는 도서 큐레이션, 장르의 키워드로 검색할 수 있는 키워드 파인더, 실시간으로 많이 읽는 책 순위 등이 서점에서 제공 되고 있다. 대한민국 전자책 서점 중에 유일하게 전자책 선물하기 기능을 제공한다. 2014년 5월부터 고화질 만화책 서비스를 제공하고 있다. 리디북스 애플리케이션은 독서노트, 형광펜, 책장 만들기 기능등이 제공되며 책을 음성으로 읽어주는 TTS (Text To Speech) 기능도 사용할 수 있다.
2015년 10월 5일 자체 이북리더기인 '페이퍼'를 출시하였으며, 이어 2017년 말 고객들의 의견을 바탕으로 신모델인 '페이퍼 프로'가 출시되었다.
2019년 12월에는 3세대 이북리더기 '리디페이퍼'를 출시했다. 2022년에 4월에는 프리미엄 이북리더기 ‘리디페이퍼 4’를 선보였다.

## 구독 서비스

### 리디셀렉트
리디의 전자책 월정액 구독 서비스다. 월 4900원에 신간 및 베스트셀러를 비롯해 등록된 만화, 웹툰, 매거진 등을 무제한으로 볼 수 있다.

## 출시 기기
페이퍼는 리디에서 출시한 첫 이북리더기로 300ppi와 라이트 모델인 212ppi 두 종류로 출시됐다.두 모델 모두 프론트라이트에 책넘김 버튼(물리키)이 존재하며, 해상도를 제외하고 같은 사양을 가진다. 후속직인 페이퍼 프로가 출시되면서, 현재 페이퍼와 페이퍼 라이트는 모두 단종 된 상태이다.
페이퍼 프로는 페이퍼의 후속작으로, 2017년 12월 출시 된 대한민국 최초의 7.8인치 급 대화면 전자책 단말기이다. 이전 출시 기기인 페이퍼와 동일하게 책넘김 버튼(물리키)이 적용되었으며, 사양은 아래와 같다.
| 제조       | 대만 네트로닉스                                                                                                  |
| 프로세서   | NXP i.MX6 SoloLite SoC. ARM Cortex-A9 1 GHz CPU, Vivante GC320 2D GPU                                            |
| 메모리     | 1 GB LPDDR2 SDRAM, 8GB eMMC -.- 규격 내장메모리, micro SDHC (공식 최대 32 GB 지원, 비공식 256 GB 이상 사용 가능) |
| 디스플레이 | 7.8인치 300ppi 카르타 패널 전자종이                                                                              |
| 네트워크   | Wi-Fi 802.11b/g/n, 2.4GHz                                                                                        |
| 배터리     | 내장형 Li-Ion 1200mAh                                                                                            |
| 운영체제   | 안드로이드 4.4 (KitKat)                                                                                          |
| 서비스     | 리디북스 |
| 크기       | 가로 147.3 x 세로 199.8 x 두께 7.69 mm                                                                           |
| 무게       | 250g |
| 색상       | 블랙(Black) |
| 기타       | 프론트라이트 지원, 페이지 넘김 물리키, 뷰어 가로모드 등                                                          |

출시 가격이 이전 버전인 페이퍼 보다 상승한 249,000원임에 불구하고, 7.8인치의 화면 크기와 여타 스펙을 고려하면 저렴하게 책정되었다는게 전반적인 평가를 받는다.
리디페이퍼는 2019년 12월 출시 된 6인치 300PPI 이북리더기이다. 무게는 173g이고, 새로운 웨이브폼(화면 전환에 사용되는 기술) 도입으로 페이지 넘김 시간 22% 단축했다. 가독성 향상을 위해 유리 재질의 터치 패널을 적용해 빛 투과율을 높이며 선명도가 향상됐다.
리디페이퍼 4는 2022년 4월 출시 된 7인치 300PPI 이북리더기이다. 전작과 달리 디스플레이 옆에 여백을 둬 장시간 들고 있어도 편안하도록 설계했으며, 인체공학적인 9.5mm 원형 페이지 넘김 버튼을 적용했다. 처음으로 화이트 색상이 출시됐다.
또 대한민국 이북리더기 최초로 생활 방수를 적용했다. 최대 수심 2m, 최장 60분 방수가 가능하다며, 이를 바탕으로 욕실이나 여름 휴가지 등 다양한 환경에서 독서를 즐길 수 있는 점이 특징이다.

## 연혁
- 2009.11 리디북스 서비스 오픈 / 리디북스 iOS 앱 출시 / 대한민국 최초 스마트폰 전자책 서비스
- 2010.10 리디북스 안드로이드 앱 출시
- 2011.01 리디북스iPad 버전 오픈
- 2011.04 대한민국 최초 소셜리딩 (Social Reading)서비스 출시
- 2011.07 리디북스 안드로이드 태블릿 전용 앱 오픈
- 2011.11 기업부설연구소 설립
- 2011.12 N스크린 동기화, 전자책 선물하기기능 출시
- 2012.09 페이스북 이미지 공감글귀 공유 기능 도입
- 2012.11 PDF 뷰어 기능 출시
- 2012.11 태블릿 쇼핑몰 리디샵 오픈
- 2013.09 리디북스 PC 뷰어 출시
- 2013.10 리디북스 MAC 뷰어 출시
- 2014.06 리디북스 TTS 기능 업데이트
- 2015.10 e-ink 전용 이북리더기 '페이퍼' 론칭
- 2016.12 독서경영우수직장 인증(국가브랜드진흥원)
- 2017.12 '페이퍼' 후속 모델인 '페이퍼 프로' 출시
- 2018.06 '책 끝을 접다' 운영사 '디노먼트' 인수[30]
- 2018.07 무제한 월정액 도서구독모델 '리디셀렉트' 출시[31]
- 2018.09 '페이퍼 프로' 해외 첫 수출(대만)[32]
- 2019.12 3세대 이북리더기 '리디페이퍼' 출시[33]
- 2022.04 프리미엄 이북리더기 '리디페이퍼 4' 출시[34]

## 수상 경력
- 2012.02 ‘코리아모바일어워드’베스트앱 선정 (한국무선인터넷산업연합회)[35]
- 2015.01‘2015 소비자선정 최고의 브랜드 대상’서점 부문 대상 수상(포브스코리아)[36]
- 2015.01 '2015 대한민국 퍼스트브랜드 대상' 전자책 부문 선정
- 2016.01 '2016 대한민국 퍼스트브랜드 대상' 전자책 부문 선정
- 2016.06 '휴먼테크놀로지 어워드' 이용자 부문 우수상 수상[37]
- 2017.01 '2017 대한민국 퍼스트브랜드 대상' 전자책 부문 수상[38]
- 2018.01 '2018 대한민국 퍼스트브랜드 대상' 전자책 부문 수상[39]
- 2019.02 '2019 대한민국 퍼스트브랜드 대상' 전자책 부문 수상[40]